# Transpoziție Hofmann
Transpoziția Hofmann (sau degradarea Hofmann) este o reacție organică prin intermediul căreia o amidă nesubstituită la azot este transformată într-o amină primară care conține cu un atom de carbon mai puțin. Reacția decurge cu randamente mari și are drept catalizatori bromul (din cauza caracterului său oxidant moderat) și hidroxidul de sodiu. Reacția a fost denumită după descoperitorul ei, August Wilhelm von Hofmann.

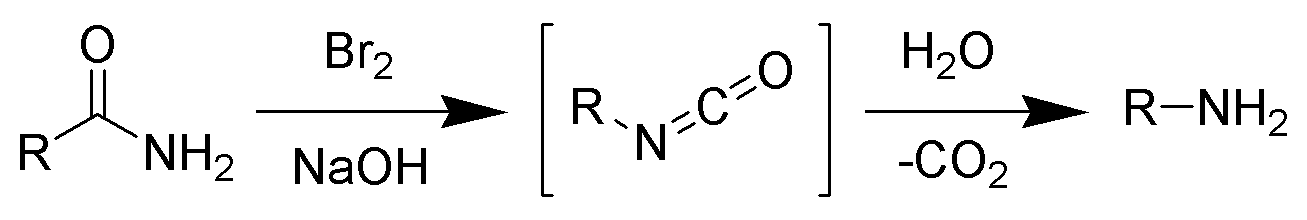
Schema generală a reacției de transpoziție Hofmann

## Mecanism
În urma reacției dintre brom și hidroxidul de sodiu se formează hipobromitul de sodiu in situ, care are rolul de a transforma amida nesubstituită la azot într-un intermediar izocianat. În cadrul acestui mecanism de reacție nu este posibilă formarea unui intermediar nitrenă. Intermediarul izocianat este hidrolizat la amina primară corespunzătoare, concomitent cu eliberarea de dioxid de carbon gazos.
Se pot deosebi următoarele etape importante ale mecanismului:
1. Baza deprotonează amida, cu formarea unui anion.
2. Anionul reacționează cu bromul prin α-substituție, obținându-se o N-bromoamidă.
3. Baza deprotonează bromoamida, obținându-se anionul corespunzător.
4. Are loc transpoziția anionului bromoamidei, iar restul R atașat de carbonil migrează la atomul de azot. În același timp, ionul bromură este eliminat, obținându-se izocianatul.
5. Izocianatul suferă o reacție de adiție nucleofilă a apei cu obținerea unui acid carbamic (uretan).
6. Acidul carbamic elimină spontan dioxidul de carbon, CO2, obținându-se amina primară.